# Papratac
Papratac (lat. Pteris), rod papratnjača iz porodice Pteridaceae, dio potporodice Pteridoideae. Posstoji preko 338 vrsta i 8 hibrida koje su raširene pretežno po južnoj polutki, a u Europi po zemljama uz Atlantski oceana i Sredozemlju.
Papratac je rod trajnica, mogu biti listopadne i zimzelene. U Hrvatskoj ne raste nijedna vrsta. Poznatija u Europi je P. cretica s kultivarima ‘Alba - lineata’ i ‘Mayi’, koja je uvezena i u Sjevernu i Južnu Ameriku.

## Vrste
1. Pteris actiniopteroides Christ
2. Pteris adscensionis (G.Forst.) Sw.
3. Pteris albersii Hieron.
4. Pteris albertiae Arbeláez
5. Pteris altissima Poir.
6. Pteris amoena Blume
7. Pteris andamanica Fraser-Jenk.
8. Pteris angustata (Fée) C.V.Morton
9. Pteris angustipinna Tagawa
10. Pteris angustipinnula Ching & S.H.Wu
11. Pteris anopteris Christenh.
12. Pteris appendiculifera Alderw.
13. Pteris arbelaeziana A.Rojas
14. Pteris arborea L.
15. Pteris argyraea T.Moore
16. Pteris arisanensis Tagawa
17. Pteris armata C.Presl
18. Pteris aspericaulis Wall. ex J.Agardh
19. Pteris assamica Fraser-Jenk. & T.G.Walker
20. Pteris atrovirens Willd.
21. Pteris auquieri Pic.Serm.
22. Pteris austrotaiwanensis Y.S.Chao
23. Pteris bahamensis (J.Agardh) Fée
24. Pteris bakeri C.Chr.
25. Pteris baksaensis Ching
26. Pteris balansae E.Fourn.
27. Pteris bambusoides A.Gepp
28. Pteris barbigera Ching
29. Pteris barklyae (Baker) Mett.
30. Pteris barombiensis Hieron.
31. Pteris bavazzanoi Pic.Serm.
32. Pteris bella Tagawa
33. Pteris berteroana J.Agardh
34. Pteris biaurita L.
35. Pteris biformis Splitg.
36. Pteris blanchetiana C.Presl ex Ettingsh.
37. Pteris blumeana J.Agardh
38. Pteris boliviensis J.Prado & A.R.Sm.
39. Pteris boninensis H.Ohba
40. Pteris borneensis Y.S.Chao
41. Pteris brasiliensis Raddi
42. Pteris brassii C.Chr.
43. Pteris brevis Copel.
44. Pteris brooksiana Alderw.
45. Pteris buchananii Baker ex Sim
46. Pteris buchtienii Rosenst.
47. Pteris burtonii Baker
48. Pteris cadieri Christ
49. Pteris caiyangheensis L.L.Deng
50. Pteris calcarea Sa.Kurata
51. Pteris calocarpa (Copel.) M.G.Price
52. Pteris camerooniana Kuhn
53. Pteris carsei Braggins & Brownsey
54. Pteris catoptera Kunze
55. Pteris changjiangensis X.L.Zheng & F.W.Xing
56. Pteris chiapensis A.R.Sm.
57. Pteris chilensis Desv.
58. Pteris christensenii Kjellb.
59. Pteris ciliaris D.C.Eaton
60. Pteris clemensiae Copel.
61. Pteris comans G.Forst.
62. Pteris commutata Kuhn & Decken
63. Pteris concinna Heward
64. Pteris congesta J.Prado
65. Pteris consanguinea Mett.
66. Pteris coriacea Desv.
67. Pteris crassiuscula Ching & Chu H.Wang
68. Pteris cretica L.
69. Pteris croesus Bory
70. Pteris cryptogrammoides Ching
71. Pteris dactylina Hook.
72. Pteris daguensis (Hieron.) Lellinger
73. Pteris dalhousieae Hook.
74. Pteris dataensis Copel.
75. Pteris dayakorum Bonap.
76. Pteris decrescens Christ
77. Pteris decurrens C.Presl
78. Pteris deflexa Link
79. Pteris deltea J.Agardh
80. Pteris deltodon Baker
81. Pteris deltoidea Copel.
82. Pteris dentata Forssk.
83. Pteris denticulata Sw.
84. Pteris dimorpha Copel.
85. Pteris dispar Kunze
86. Pteris dissitifolia Baker
87. Pteris distans J.Sm.
88. Pteris dixitii Fraser-Jenk. & Pariyar
89. Pteris droogmantiana L.Linden
90. Pteris edanyoi Copel.
91. Pteris ekemae Benl
92. Pteris ekmanii C.Chr.
93. Pteris elmeri Christ ex Copel.
94. Pteris elongatiloba Bonap.
95. Pteris emodi (Fraser-Jenk.) Fraser-Jenk. & Khullar
96. Pteris endoneura M.G.Price
97. Pteris ensiformis Burm.
98. Pteris epaleata D.J.Ohlsen
99. Pteris esquirolii Christ
100. Pteris exigua O.G.Martínez & J.Prado
101. Pteris famatinensis de la Sota
102. Pteris fauriei Hieron.
103. Pteris finotii Christ
104. Pteris formosana Baker
105. Pteris fraseri Kuhn
106. Pteris friesii Hieron.
107. Pteris gallinopes Ching
108. Pteris geminata Wall. ex J.Agardh
109. Pteris giasii Fraser-Jenk. & Pasha
110. Pteris gigantea Willd.
111. Pteris glaucovirens Goldm.
112. Pteris gongalensis T.G.Walker
113. Pteris grandifolia L.
114. Pteris grevilleana Wall. ex J.Agardh
115. Pteris griffithii Hook.
116. Pteris griseoviridis C.Chr.
117. Pteris guangdongensis Ching
118. Pteris haenkeana C.Presl
119. Pteris hainanensis Ching
120. Pteris hamulosa Christ
121. Pteris henryi Christ
122. Pteris herrerae A.Rojas & M.Palacios
123. Pteris heteroclita Desv.
124. Pteris heteromorpha Fée
125. Pteris hexagona (L.) Proctor
126. Pteris hillebrandii Copel.
127. Pteris hirsutissima Ching
128. Pteris hirtula (C.Chr.) C.V.Morton
129. Pteris hispaniolica Maxon
130. Pteris hivaoaensis Lorence & K.R.Wood
131. Pteris holttumii C.Chr.
132. Pteris hookeriana J.Agardh
133. Pteris hostmanniana Ettingsh.
134. Pteris hovenkampii Y.S.Chao
135. Pteris hui Ching
136. Pteris humbertii C.Chr.
137. Pteris inaequalis (Fée) Jenman
138. Pteris incompleta Cav.
139. Pteris incurvata Y.S.Chao, H.Y.Liu & W.L.Chiou
140. Pteris inermis (Rosenst.) de la Sota
141. Pteris insignis Mett. ex Kuhn
142. Pteris intricata C.H.Wright
143. Pteris irregularis Kaulf.
144. Pteris janssenii Rakotondr.
145. Pteris kathmanduensis Fraser-Jenk. & T.G.Walker
146. Pteris kawabatae Sa.Kurata
147. Pteris keysseri Rosenst.
148. Pteris khasiana (C.B.Clarke) Hieron.
149. Pteris kidoi Sa.Kurata
150. Pteris kingiana Endl.
151. Pteris kiuschiuensis Hieron.
152. Pteris kivuensis C.Chr.
153. Pteris krameri J.Prado & A.R.Sm.
154. Pteris laevis Mett.
155. Pteris langsonensis Li Bing Zhang, Liang Zhang & N.T.Lu
156. Pteris lastii C.Chr.
157. Pteris latipinna Y.S.Chao & W.L.Chiou
158. Pteris laurea Desv.
159. Pteris laurisilvicola Sa.Kurata
160. Pteris lechleri Mett.
161. Pteris lellingeri A.R.Sm. & J.Prado
162. Pteris lepidopoda M.Kato & K.U.Kramer
163. Pteris leptophylla Sw.
164. Pteris liboensis P.S.Wang
165. Pteris lidgatii (Baker) Christ
166. Pteris ligulata Gaudich.
167. Pteris limae Brade
168. Pteris linearis Poir.
169. Pteris litoralis Rech.
170. Pteris livida Mett.
171. Pteris loheri Copel.
172. Pteris longifolia L.
173. Pteris longipes D.Don
174. Pteris longipetiolulata Lellinger
175. Pteris longipinna Hayata
176. Pteris longipinnula Wall. ex J.Agardh
177. Pteris luzonensis Hieron.
178. Pteris macgregorii Copel.
179. Pteris macilenta A.Rich.
180. Pteris maclurioides Ching
181. Pteris macracantha Copel.
182. Pteris macrodon Baker
183. Pteris macrophylla Copel.
184. Pteris madagascarica J.Agardh
185. Pteris majestica Ching
186. Pteris malipoensis Ching
187. Pteris marquesensis Lorence & K.R.Wood
188. Pteris mawsmaiensis Fraser-Jenk. & Benniamin
189. Pteris medogensis Ching & S.K.Wu
190. Pteris melanocaulon Fée
191. Pteris melanorhachis Copel.
192. Pteris menglaensis Ching
193. Pteris mertensioides Willd.
194. Pteris mettenii Kuhn
195. Pteris mickelii Kottaim.
196. Pteris micracantha Copel.
197. Pteris microlepis Pic.Serm.
198. Pteris microptera Mett.
199. Pteris mildbraedii Hieron.
200. Pteris minor (Hieron.) Y.S.Chao
201. Pteris mkomaziensis Verdc.
202. Pteris moluccana Blume
203. Pteris montis-wilhelminae Alston
204. Pteris morii Masam.
205. Pteris mucronulata Copel.
206. Pteris multiaurita J.Agardh
207. Pteris multifida Poir.
208. Pteris muricata Hook.
209. Pteris muricatopedata Arbeláez
210. Pteris muricella Fée
211. Pteris mutilata L.
212. Pteris nanlingensis R.H.Miao
213. Pteris natiensis Tagawa
214. Pteris navarrensis Christ
215. Pteris nevillei Baker
216. Pteris normalis D.Don
217. Pteris novae-caledoniae Hook.
218. Pteris obtusiloba Ching & S.H.Wu
219. Pteris olivacea Ching
220. Pteris oppositipinnata Fée
221. Pteris orientalis Alderw.
222. Pteris orizabae M.Martens & Galeotti
223. Pteris oshimensis Hieron.
224. Pteris otaria Bedd.
225. Pteris pachysora (Copel.) M.G.Price
226. Pteris paleacea Roxb.
227. Pteris pallens Mett.
228. Pteris papuana Ces.
229. Pteris parkeri J.J.Parker
230. Pteris paucinervata Fée
231. Pteris paucipinnula X.Y.Wang & P.S.Wang
232. Pteris pearcei Baker
233. Pteris pedicellata Copel.
234. Pteris pediformis M.Kato & K.U.Kramer
235. Pteris pellucens J.Agardh
236. Pteris pellucida C.Presl
237. Pteris perplexa Y.S.Chao, H.Y.Liu & W.L.Chiou
238. Pteris perrieriana C.Chr.
239. Pteris perrottetii Hieron.
240. Pteris phuluangensis Tagawa & K.Iwats.
241. Pteris platyzomopsis Christenh. & H.Schneid.
242. Pteris pluricaudata Copel.
243. Pteris podophylla Sw.
244. Pteris polylepis (M.Kato & K.U.Kramer) Y.S.Chao
245. Pteris praestantissima (Fée) Christenh.
246. Pteris praetermissa T.G.Walker
247. Pteris preussii Hieron.
248. Pteris propinqua J.Agardh
249. Pteris pseudolonchitis Bory ex Willd.
250. Pteris pseudopellucida Ching
251. Pteris pseudowoodwardioides Rakotondr.
252. Pteris pseudowulaiensis Y.S.Chao
253. Pteris pteridioides (Hook.) F.Ballard
254. Pteris puberula Ching
255. Pteris pulchra Schltdl. & Cham.
256. Pteris pungens Willd.
257. Pteris purdoniana Maxon
258. Pteris quadriaurita Retz.
259. Pteris quadristipitis X.Y.Wang & P.S.Wang
260. Pteris quinquefoliata (Copel.) Ching
261. Pteris rakotondrainibeae Kottaim.
262. Pteris ramosii Copel.
263. Pteris rangiferina C.Presl
264. Pteris rasoloheryana Rakotondr.
265. Pteris reducta Baker
266. Pteris remotifolia Baker
267. Pteris repens C.Chr.
268. Pteris reptans T.G.Walker
269. Pteris roseolilacina Hieron.
270. Pteris rugosifolia Y.S.Chao
271. Pteris ryukyuensis Tagawa
272. Pteris satsumana Sa.Kurata
273. Pteris saxatilis Carse
274. Pteris scabra Bory ex Willd.
275. Pteris scabripes Wall.
276. Pteris scabririgens Fraser-Jenk., S.C.Verma & T.G.Walker
277. Pteris schlechteri Brause
278. Pteris schwackeana Christ
279. Pteris semiadnata Phil.
280. Pteris semipinnata L.
281. Pteris setulosocostulata Hayata
282. Pteris silvatica Alderw.
283. Pteris similis Kuhn & Decken
284. Pteris simplex Holttum
285. Pteris sinensis Ching
286. Pteris sotae O.G.Martínez
287. Pteris speciosa Kuhn
288. Pteris spinescens C.Presl
289. Pteris splendens Kaulf.
290. Pteris splendida Ching
291. Pteris squamipes Copel.
292. Pteris stenophylla Wall. ex Hook. & Grev.
293. Pteris stridens J.Agardh
294. Pteris striphnophylla Mickel
295. Pteris subesquirolii Y.S.Chao
296. Pteris subindivisa C.B.Clarke
297. Pteris subquinata Wall. ex J.Agardh
298. Pteris swartziana J.Agardh
299. Pteris sylhetensis Fraser-Jenk. & Sushil K.Singh
300. Pteris tahuataensis Lorence & K.R.Wood
301. Pteris taiwanensis Ching
302. Pteris talamauana Alderw.
303. Pteris tapeinidiifolia H.Itô
304. Pteris tarandus M.Kato & K.U.Kramer
305. Pteris tenuissima Ching
306. Pteris terminalis Wall. ex J.Agardh
307. Pteris tibetica Ching
308. Pteris togoensis Hieron.
309. Pteris trachyrachis C.Chr.
310. Pteris transparens Mett.
311. Pteris tremula R.Br.
312. Pteris treubii Alderw.
313. Pteris tricolor Linden
314. Pteris tripartita Sw.
315. Pteris umbrosa R.Br.
316. Pteris undulatipinna Ching
317. Pteris usambarensis Hieron.
318. Pteris vaupelii Hieron.
319. Pteris venezuelensis A.R.Sm. & J.Prado
320. Pteris venulosa Blume
321. Pteris venusta Kunze
322. Pteris vermae (Fraser-Jenk.) Fraser-Jenk. & Khullar
323. Pteris verticillata (L.) Lellinger & Proctor
324. Pteris vieillardii Mett.
325. Pteris viridissima Ching
326. Pteris vitiensis Baker
327. Pteris vittata L.
328. Pteris warburgii Christ
329. Pteris websteri A.R.Sm. & J.Prado
330. Pteris werneri (Rosenst.) Holttum
331. Pteris whitfordii Copel.
332. Pteris woodwardioides Bory ex Willd.
333. Pteris wulaiensis C.M.Kuo
334. Pteris xiaoyingiae H.He & Li Bing Zhang
335. Pteris yakuinsularis Sa.Kurata
336. Pteris yamatensis (Tagawa) Tagawa
337. Pteris zahlbruckneriana Endl.
338. Pteris zippelii (Miq.) M.Kato & K.U.Kramer
339. Pteris ×caridadiae Testo & J.E.Watkins
340. Pteris ×delchampsii W.H.Wagner & Nauman
341. Pteris ×exspectata Fraser-Jenk.
342. Pteris ×namegatae Sa.Kurata
343. Pteris ×nayariana (Fraser-Jenk., S.C.Verma & Khullar) Fraser-Jenk.
344. Pteris ×otomasui Sa.Kurata
345. Pteris ×pseudosefuricola Ebihara, Nakato & S.Matsumoto
346. Pteris ×wangii Fraser-Jenk.

## Vanjske poveznice
|  | Zajednički poslužitelj ima još gradiva o temi Pteris |
|  | Wikivrste imaju podatke o taksonu Pteris             |